# Harmakhis Vallis
Harmakhis Vallis est une haute et large vallée de Mars de 800 km de long. Elle est parallèle à Dao Vallis et fait partie d'un système d'écoulement dans le quadrangle d'Hellas.

## Désignation
Les grandes vallées martiennes reçoivent un nom rattaché à Mars ou bien la traduction du mot étoile dans diverses langues. En 2006, l'Union astronomique internationale (UAI) officialise le nom de  Harmakhis Vallis qui est le nom de la planète Mars en ancienne langue égyptienne.

## Géologie

### Cartographie
Harmakhis Vallis se situe dans la région orientale de Hellas Planitia, la plus grande structure bien préservée de la planète, et fait partie des quatre principaux systèmes de canaux d'écoulement avec les vallées Dao, Niger et Reull. La cartographie de la région de ces quatre systèmes devrait apporter une meilleure compréhension de la nature, le calendrier relatif et les interactions entre les processus de surface des hautes terres martiennes.  

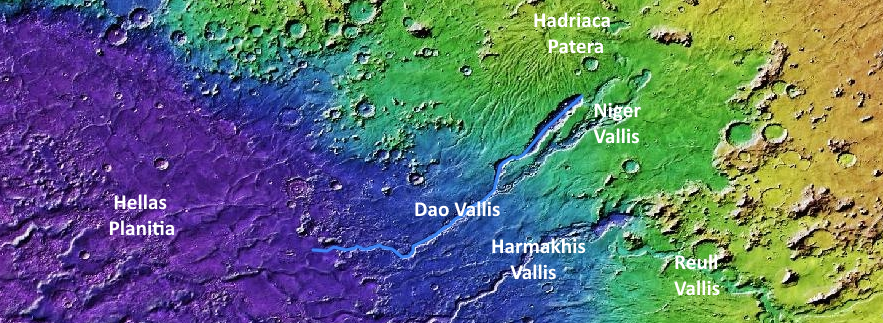
Vallées Dao, Niger, Harmakhis et Reull, rejoignant Hellas Planitia.

Harmakhis Vallis s'étend sur environ 800 km et couvre une superficie d'environ 212 000 km2 . Elle se présente sous forme de quatre segments : la dépression de tête d'une longueur d'environ 98 km,  largeur de 38 km et profondeur jusqu'à 11,6 km, la surface de barrière, le canal principal et le terminus dans le fond de Hellas Planitia. 

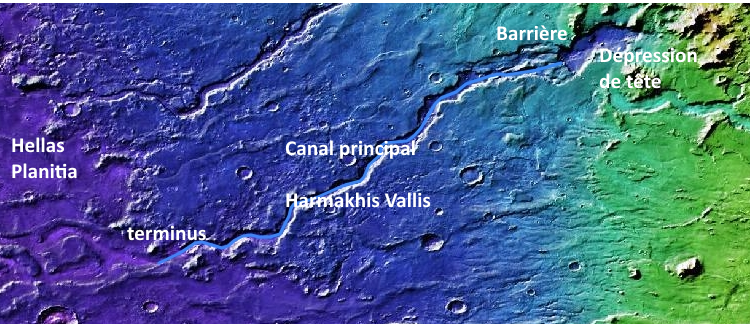
Les quatre sections de la vallée : Tête, barrière, canal principal, terminus

### Formation
Les différentes études de la région orientale d'Hellas Planitia où se trouve Harmakhis Vallis, suggèrent une formation complexe d'activité tectonique, fluviatile et glaciaire avec un processus de mouvement de masse, effondrement de surface et d'écoulement d'eau. Harmakhis Vallis a été élargie par l'effondrement des parois ravinées, puis remplie de matériaux riches en glace et de tablier de débris. Une étude démontre une activité éolienne plus récente notamment dans la partie inférieure de Harmakhis Vallis. L'effondrement libérant une grande quantité de fluide souterrain situe la formation probable du canal d'écoulement à l'époque de l'Hespérien.      

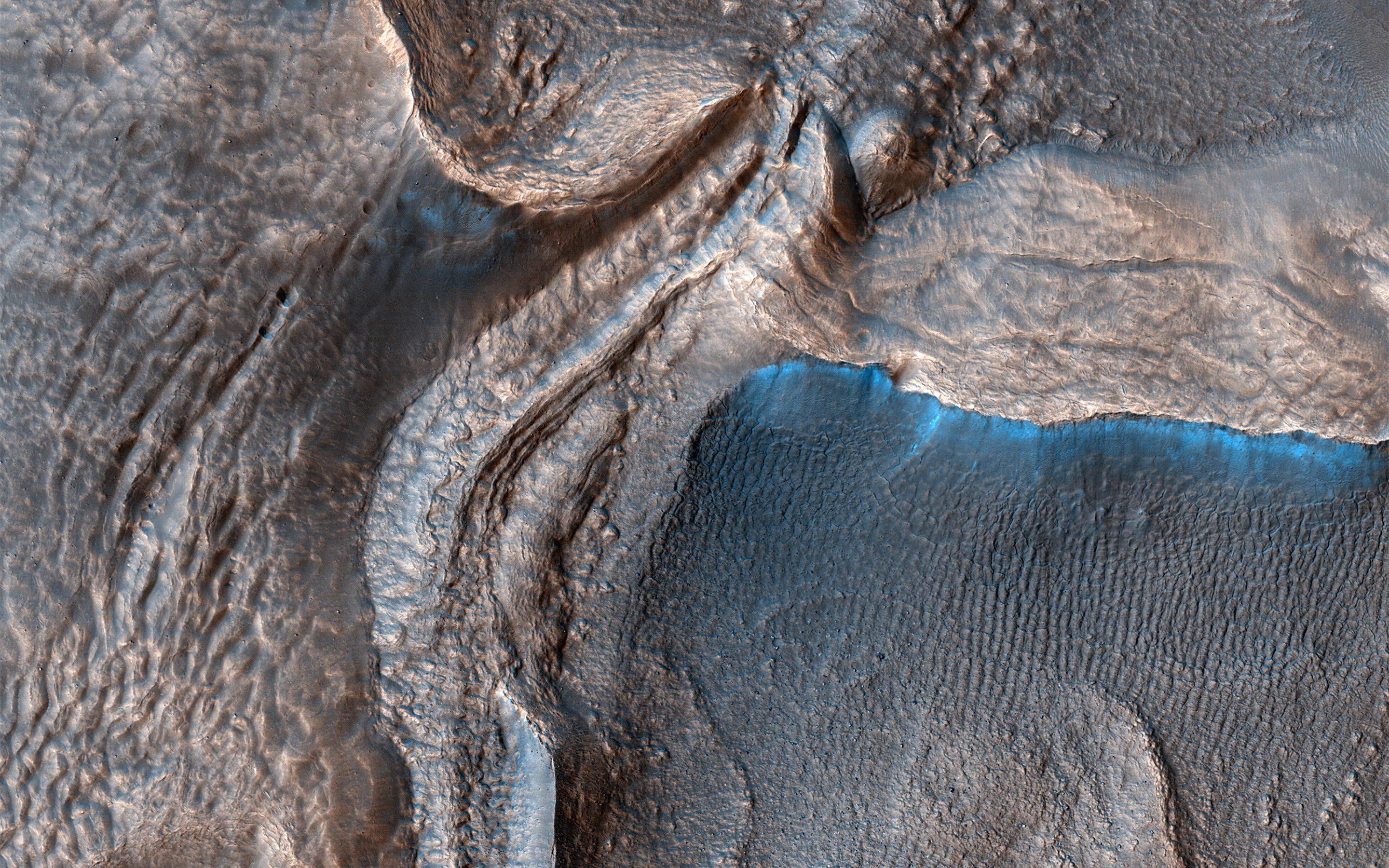
Fond partiel de Harmakhis Vallis rempli de glace glaciaire.

## Galerie

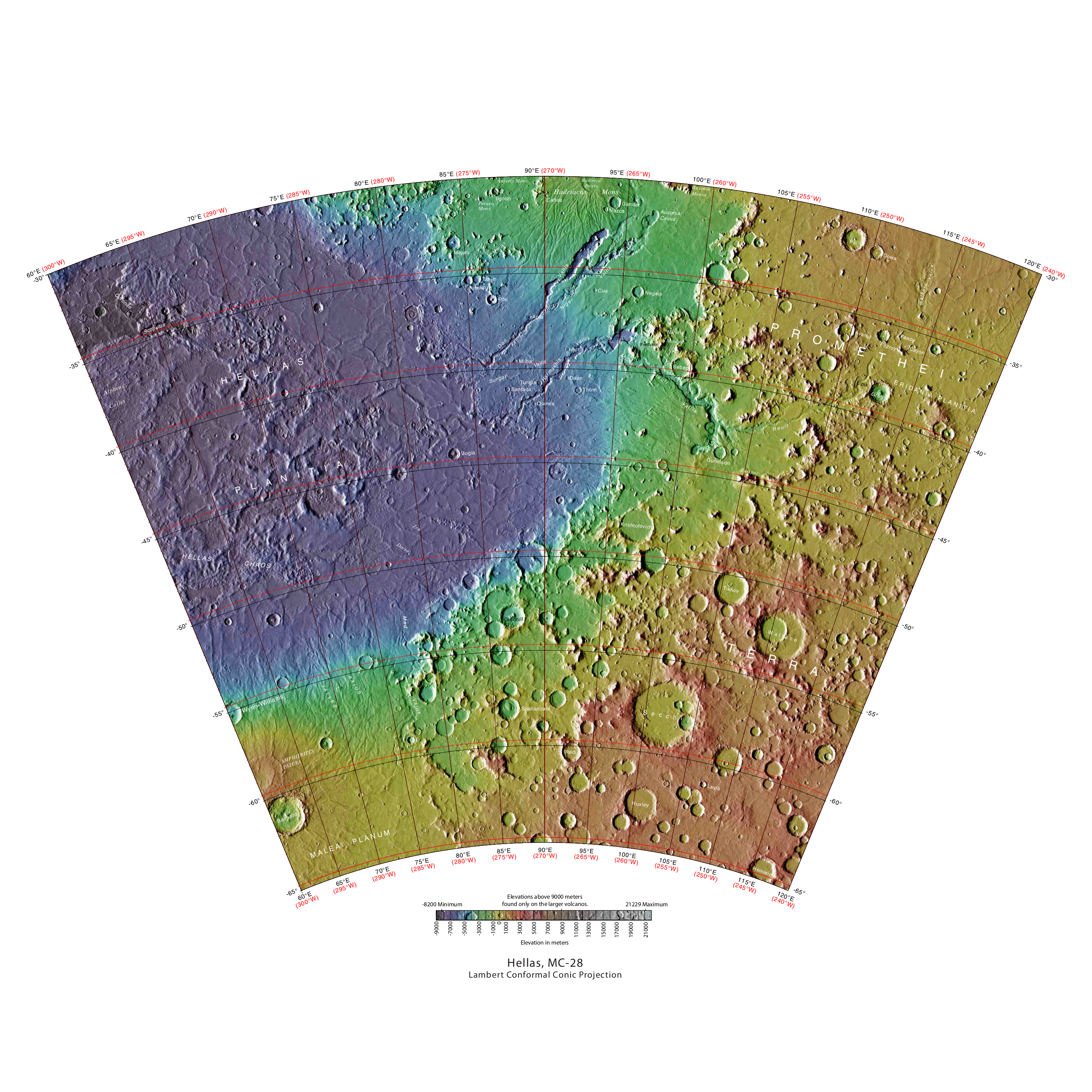
Quadrangle d'Hellas
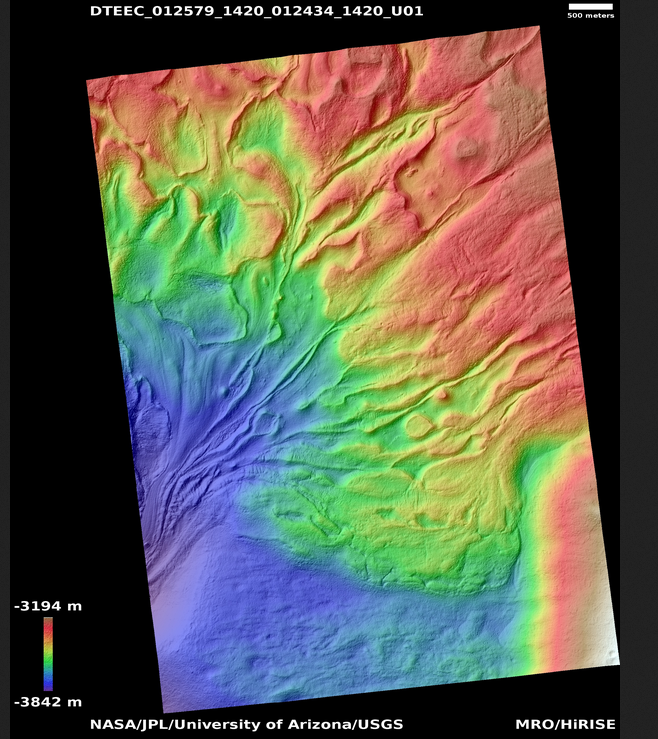
Partie Est du flux Harmakhis Vallis
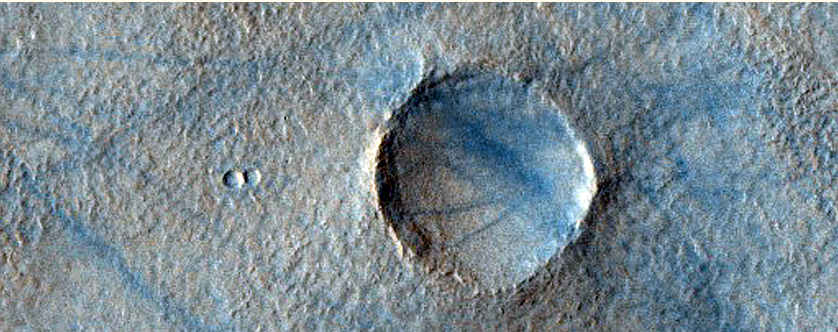
Larges crêtes au Sud d'Harmakhis Vallis